# رحمت صوفیادی
رحمت صوفیادی (انگلیسی: Rahmat Sofiadi؛ زادهٔ ۱۵ نوامبر ۱۹۶۵) کشتی‌گیر اهل بلغارستان بود.